# Arhopala avathina
Arhopala avathina är en fjärilsart som beskrevs av Corbet 1941. Arhopala avathina ingår i släktet Arhopala och familjen juvelvingar. Inga underarter finns listade i Catalogue of Life.